# Хилс (город, Миннесота)
Хилс (англ. Hills) — город в округе Рок, штат Миннесота, США. На площади 1,3 км² (1,3 км² — суша, водоёмов нет), согласно переписи 2002 года, проживают 565 человек. Плотность населения составляет 448,1 чел./км².
- Телефонный код города — 507
- Почтовый индекс — 56138
- FIPS-код города — 27-29204[1]
- GNIS-идентификатор — 0644996[2]